# 品川孝次
品川 孝次（しながわ こうじ、1930年 - ）は、日本の民法学者。専門は民法全般。上智大学元教授。北海道亀田郡大野町（現・北斗市）出身。

## 略歴
- 1948年 － 北海道函館中部高等学校卒業
- 1953年 － 北海道大学法経学部卒業
- 1953年 － 北海道大学法学部助手（指導教授：小林巳智次）
- 1956年 － 北海道学芸大学教育学部講師
- 1961年 － 北海道学芸大学教育学部助教授
- 1965年 － 上智大学法学部助教授
- 1968年 －上智大学法学部教授
- 1975年 －上智大学法学部学部長（～1977年）
- 1983年 － 帝京大学法学部教授
- 1990年 － 専修大学法学部教授
- 1999年 － 専修大学大学院法学研究科長（～2001年）
- 2001年 － 専修大学退職

## 著書
- 遠藤浩ほか編『民法4 債権総論』分担執筆 有斐閣 1970年初版・2002年第4版増補補訂版
- 遠藤浩ほか編『民法8 親族』分担執筆 有斐閣 1971年初版・2004年第4版増補補訂版
- 小山昇ほか編『遺産分割の研究』分担執筆 判例タイムズ社 1973年
- 高木多喜夫ほか『担保・保証の法律入門』有斐閣 1978年初版・1981年第2版
- 『契約法』青林書院 1986年初版・1995年補訂版/1998年下巻